# Cometes argodi
Cometes argodi är en skalbaggsart som beskrevs av Belon 1896. Cometes argodi ingår i släktet Cometes och familjen långhorningar. Inga underarter finns listade i Catalogue of Life.